# روبرت فش جونز

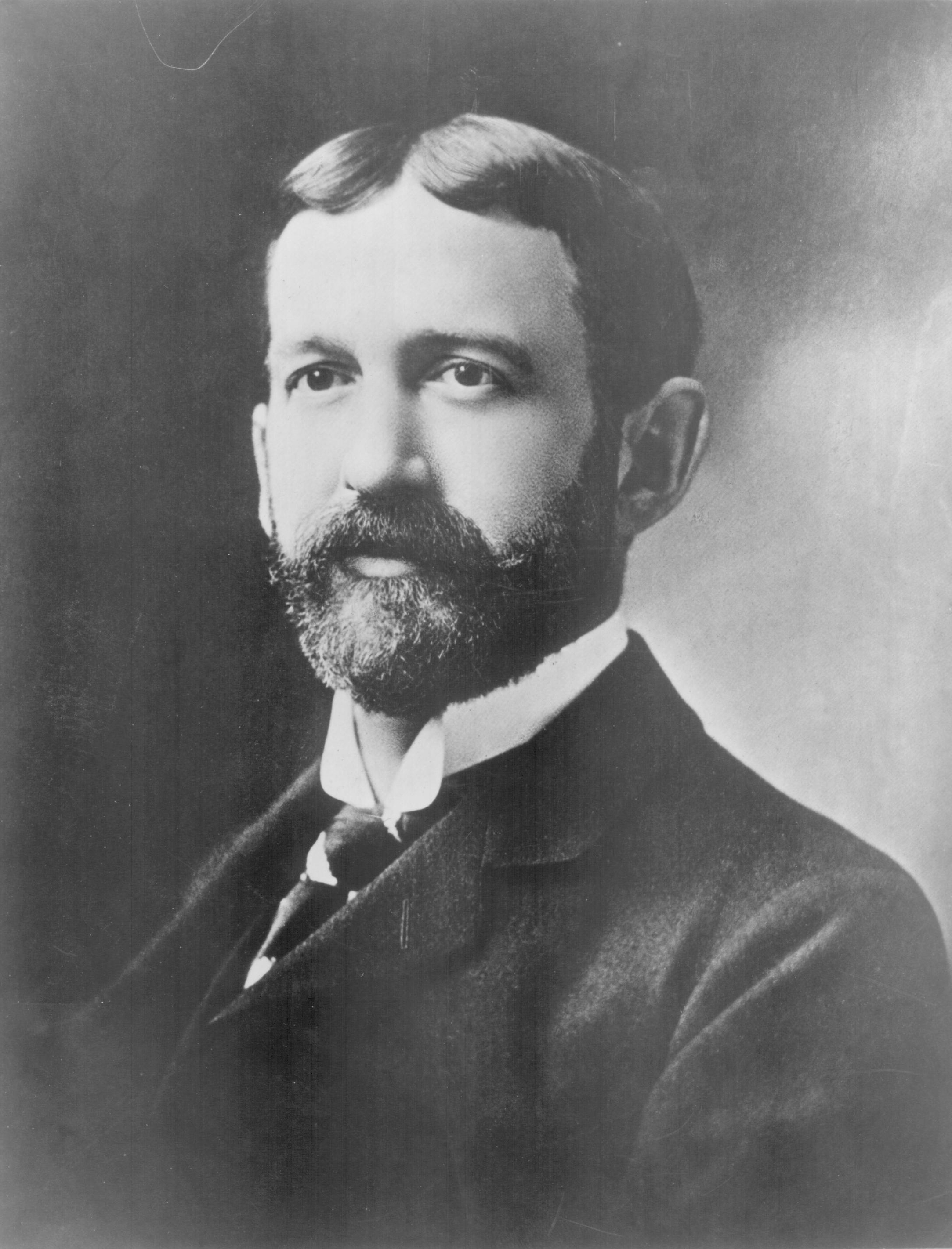
جونز شبابه.

روبرت فريمونت «فِش» جونز (؟ - 1930) هو رجل أعمال واستعراضي من مدينة منيابولس في ولاية ميناسوتا الأمريكية. ونظرًا لشهرته رافق جونز يوليسيس جرانت وويليام شيرمان في جولتهم التي تلت الحرب لـشارع «نيكولت آفينيو» الواقع في وسط مدينة منيابولس.

## شبابه
أتى جونز إلى مدينة منيابولس من ولاية نيويورك عام 1876. عمل في توصيل اللحوم ولكنه لم يحبذ هذه المهنة فاستقال وشرع في استثمار 500 دولار في سوق السمك في شارع «هينيبن أفينيو». ازدهر عمله في سوق السمك حتى استطاع شراء إعلان في الصفحة الأولى في جريدة «ست. بايونير بريس». صوّره الإعلان كطائرٍ بأجنحة تشبه المحار، فأكسبه هذا الإعلان لقبًا ارتبط به طوال حياته وهو «ملك المحار». كما أن امتلاكه لسوقٍ للسمك أكسبه أيضًا لقب «فِش» (كلمة «فِش/Fish» تعني «سمك» بالإنجليزية).

## الحيوانات وحدائق الحيوانات
استورد جونز دبًا وقيّده أمام واجهة متجره لإثارة إعجاب زبائنه وإخافتهم أيضًا. كما أنه أمتلك جملاً ونمورًا أبقاها في الدور الثالث في مبناه الواقع في وسط مدينة منيابولس. أحَبَ الحيوانات لدرجة أنه باع سوق السمك الخاص به في عام 1886 ثم انتقل إلى غرب شارع هينيبن وبنى حديقةً للحيوانات على مزرعة تبلغ مساحتها 3 هكتارات ووضع فيها 6 أسود من جنوب أفريقيا وأسود الجبال وحيواناتٍ أخرى.
في عام 1906 باع جونز حديقة الحيوانات للكنيسة الرومانية الكاثوليكية والتي بدورها بَنت «كاتدرائية سانت ماري» على أرضها بعد وصول عدة شكاوى من الجيران بسبب الإزعاج. نقل جونز حديقة الحيوانات خاصته إلى جزء هادئ من المدينة وبالقرب من شلالات «مينيهاها». أعاد بناء حديقته تحت اسم «حديقة لونقفيلو للحيوانات»، كما بنى منزلًا مطابِقًا لمنزل «هنري وادزوورث لونقفيلو» وعاش فيه حياته.

## وفاته وتركته
توفيّ جونز عام 1930، حاول أقربائه إبقاء الحديقة مفتوحةً للزوار ولكنهم لم يتمكنوا من ذلك فأُغلقت وبيع معظم الحيوانات لحديقة «كومو» للحيوانات. بنى ابنه «روي جونز» سفينة وجمع بها ما بقي من الحيوانات كي يفتتح حديقة حيوانات عائمة على نهر «ميسيسيبي». لم تُسمع أخبار عن «روي جونز» بعد مغادرته ولاية «ميناسوتا». مازال منزل جون قائمًا كمركز ثقافي تديره «هيئة حدائق ومنتزهات منيابولس».

## روابط خارجية
- روبرت إف جونز في مكتبة مقاطعة هينيبين.
- روبرت إف جونز في جمعية مينيسوتا التاريخية.